# Ciclovia del Sole
La ciclovia del Sole (o ciclopista del Sole) è una ciclovia italiana, parzialmente realizzata, che costituisce la parte del percorso EuroVelo 7 sul territorio italiano. È il ramo n. 1 della rete nazionale BicItalia.
Il progetto prevede un percorso che da Prato alla Drava si snodi in direzione nord-sud lungo tutta la penisola toccando la valle dell'Adige, Verona, Mantova, Bologna, Pistoia, Prato, Firenze, Arezzo, Orvieto, Roma, Latina, Napoli, Salerno, Villa San Giovanni, Messina, Palermo.
È interamente realizzata la parte settentrionale del tracciato, denominata ciclopista della valle dell'Adige (lunga circa 400 km), che dal Brennero arriva fino a Verona, seguendo il corso dell'Adige.

## Storia
Nel luglio 2016 è stato firmato un protocollo tra Ministero dei beni e delle attività culturali e del turismo, Ministero delle infrastrutture e dei trasporti e le regioni interessate per la realizzazione del tratto da Verona a Firenze.
Il 13 aprile 2021 è stato inaugurato il primo tratto emiliano, lungo 46 km, dal confine con la Lombardia a Tramuschio (Mirandola) fino a Osteria Nuova (Sala Bolognese), sul sedime del vecchio tracciato della ferrovia Bologna-Verona; l'itinerario è percorribile fino al centro di Bologna, seguendo un tratto di ciclovia provvisorio, allestito in sola segnaletica orizzontale, in attesa dello sviluppo del progetto definitivo per l'ingresso in città.
Nel tratto ricompreso nella città metropolitana di Bologna, la ciclovia del Sole è identificata, oltre che come Eurovelo 7, anche come linea 2 della Bicipolitana di Bologna.
A febbraio 2022 sono cominciati i lavori per il tratto da Osteria Nuova (Sala Bolognese) a Calderara.
Il 4 aprile 2024 è stato inaugurato il tratto mantovano, lungo 88,6 km e che attraversa i comuni di Ponti sul Mincio, Monzambano, Goito, Marmirolo, Porto Mantovano, Mantova, Borgo Virgilio, Bagnolo San Vito, San Benedetto Po e Moglia.